# ハリケーン・アイバン

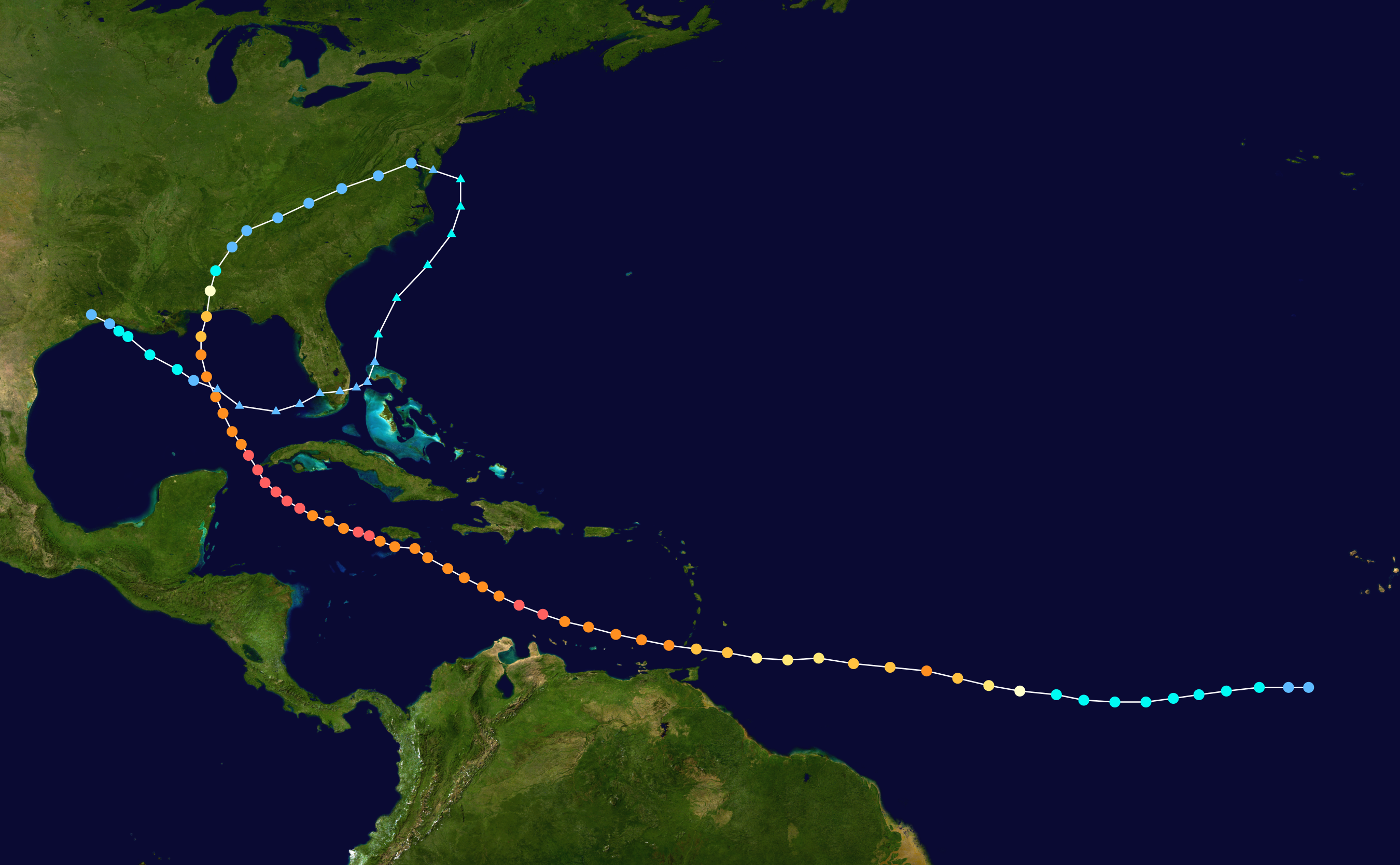
進路

ハリケーン・アイバン（Hurricane Ivan）は、2004年9月に発生した近年の観測史の中でも最大級の勢力を持ったハリケーンである。本来ロシア語などの人名であるIvanには、イヴァン(スラヴ語よみ)やアイヴァン(英語よみ)などの読み方があるが、日本のほとんどの報道機関では英語読みの「アイバン/アイヴァン」という読み方を採用している。
このハリケーンが通過した地域では、Ivan the Terrible（イヴァン雷帝、16世紀にロシア史上初めて皇帝を名乗り、専制君主となったイヴァン4世の通称）というあだ名で呼ばれている。

## 概要
以下の日付は、日本時間に基づく。
- 2004年9月2日、アフリカ西海岸で、この年の大西洋北部で9番目のトロピカル・デプレッション発生（なお、この海域で発生するハリケーンはカーボベルデ・ハリケーンと呼ばれ、過去に多くのハリケーンがカテゴリ4以上の強度に発達している）。
- 9月3日、この年の大西洋北部で9番目のトロピカル・ストームとなり、Ivanと命名（つまり、日本流に言うと「台風9号」に相当する）。
- 9月5日、この年の大西洋北部で6番目のハリケーンとなった。ハリケーンとなったときの緯度は北緯9.5度であったが、北緯10度より南という低緯度でハリケーンとなるのは、極めて異例のことである。
- 西進しながら発達し、9月9日にはカテゴリ5の強度に達した。このときの緯度は北緯13.7度で、大西洋北部で最も低緯度でカテゴリ5に達したハリケーンとなった。
- その後カテゴリ4とカテゴリ5の間を行き来しながら長期間強い勢力を保った。
- 9月12日と9月14日に中心気圧910ヘクトパスカルを記録。これは大西洋北部で史上10番目に低い気圧である。9月12日に最大風速145ktを記録。
- 9月16日、米国アラバマ州に中心気圧946ヘクトパスカル、最大風速105kt（カテゴリ3）の勢力で上陸した。上陸地点の緯度は30度台で、日本の台風で言うと、九州南部地方上陸台風に相当する。なお、強風域は最盛期よりも拡大し、日本の台風で言うと、大型になったと思われる。
- 上陸後、急速に勢力が衰え、トロピカル・デプレッション未満の強度（残骸）となった。
- 米国本土移動中、111個の竜巻が発生した。
- その後、Ivanの残骸はいったん大西洋へ出てから南下を始め、フロリダ半島を西進し、元の経路に逆戻りした。9月23日にトロピカル・デプレッション強度まで発達し、再度Ivanと命名。復活したIvanは、トロピカル・ストーム強度まで発達。
- 9月24日、米国ルイジアナ州に再上陸後、まもなく消滅。再上陸時の勢力は、中心気圧1004ヘクトパスカル、最大風速30ktであった。日本の台風で言うと、台風勢力未満で、「上陸」扱いとならなかったかもしれない。
- 国際名Ivanは、この年限りで引退となった。代わりにIgorという国際名に変更となった（変更となったIgorは2010年限りで引退となり、代わりにIanという国際名に変更となった）。なお、頭文字「I」のハリケーンは、2001年から2004年まで4年連続で引退扱いとなっている（2001年のIris、2002年のIsidore、2003年のIsabel、2004年のIvan）。

## 被害状況
- ハリケーンが直接の原因の死者は計94名。（グレナダ39名、米国26名、ジャマイカ18名、ドミニカ共和国4名、ベネズエラ3名、英領ケイマン諸島2名、トリニダード・トバゴ共和国1名、バルバドス1名）
- 上陸したアラバマ州の他、ルイジアナ州・ミシシッピ州・フロリダ州に大きな被害があったため、これらの州は災害指定地域とされた。
- メキシコ湾岸地域の石油施設にも大きな影響を与え、ニューヨーク原油価格高騰の原因の1つとなった。
- グレナダはナツメグおよびメースの世界生産量の3分の1を占める大生産国として知られていたが、このハリケーンによって生産が大打撃を受け[1]、その後も生産は回復せずに2022年には同国総輸出額の14.8％に過ぎなくなるまで縮小している[2]。

## 顕著な事実
| 順位 | ハリケーン                  | 年     | 中心気圧 (hPa) |
| ---- | --------------------------- | ------ | -------------- |
| 1    | ウィルマ（Wilma）           | 2005年 | 882            |
| 2    | ギルバート（Gilbert）       | 1988年 | 888            |
| 3    | レイバー・デー（Labor Day） | 1935年 | 892            |
| 4    | リタ（Rita）                | 2005年 | 895            |
| 5    | アレン（Allen）             | 1980年 | 899            |
| 6    | カミーユ（Camille）         | 1969年 | 900            |
| 7    | カトリーナ（Katrina）       | 2005年 | 902            |
| 8    | ミッチ（Mitch）             | 1998年 | 905            |
| 8    | ディーン（Dean）            | 2007年 | 905            |
| 10   | マリア（Maria）             | 2017年 | 908            |